# Списък на реките във Флорида
Списъкът на реките във Флорида включва основните реки, които текат през щата Флорида, Съединени американски щати.
Географски Флорида е разделена на 3 основни водосборни басейна – на Мексиканския залив, Атлантическия океан и езерото Окичоби. Най-големите реки в щата са Апалачикола, Уитлакучи и Сейнт Джонс.

## Списък по водосборен басейн
Атлантически океан
- Сейнт Джонс Ривър
- Индиън Ривър
- Сейнт Мерис Ривър
- Санта Лусия

Окичоби
Езерото Окичоби образува вътрешен водосборен басейн. В него се вливат множество по – малки реки и потоци. Езерото се отводнява в Атлантическия океан посредством река Санта Лисия и каналите Маями, Хилсбъро и други. Отделно, река Калусахачи отводнява езерото в Мексиканския залив.
- Кисими

Мексикански залив
- Искамбия
- Йелоу Ривър
- Пердидо
- Окила
- Чоктохачи
- Апалачикола
  - Чипола
- Оклокони
- Суони
  - Санта фе
- Уитлакучи
- Пийс Ривър
- Калусахачи

## Списък по азбучен ред
- Апалачикола
- Индиън Ривър
- Искамбия
- Йелоу Ривър
- Калусахачи
- Кисими
- Окила
- Оклокони
- Пердидо
- Пийс Ривър
- Санта Фе
- Сейнт Джонс
- Сейнт Мерис
- Суони
- Уитлакучи
- Чипола
- Чоктохачи